# Emil Parnas
Emil Parnas (ur. 1867 Iwanówka k. Janowa pod Trembowlą, zm. 9 maja 1930 w Wiedniu) – adwokat, wiceprezes Lwowskiego Towarzystwa Piwowarskiego.

## Życiorys
Pochodził z żydowskiej rodziny ziemiańskiej, która zmieniła nazwisko z Rafałowicz na Parnas. Brat Józefa Parnasa. Studiował prawo na Uniwersytecie Jana Kazimierza we Lwowie.  W 1891 roku przejął po teściu Szymonie Schaffie kancelarię adwokacką. Był założycielem Towarzystwa Naftowego „Premier”, a także Towarzystwa Naftowego „Małopolska”.
W 1909 roku był przewodniczącym Towarzystwa ku wspieraniu chorej uczącej się młodzieży żydowskiej „Zdrowie”. Członek lwowskiej Izby adwokackiej, w 1913 roku podczas walnego zebrania wybrany egzaminatorem dla egzaminów adwokackich.  Jako naczelny dyrektor wiedeńskiego Zakładu dla handlu i kredytu został członkiem powstałego w 1916 roku Krajowego Towarzystwa Budowlanego. Podczas I wojny światowej pełnił funkcję komisarza rządowego ds. izraelickiej gminy wyznaniowej. 1 listopada 1918 roku wszedł w skład Żydowskiego Komitetu Bezpieczeństwa Publicznego.
Zmarł w Wiedniu 9 maja 1930 roku i został pochowany został we Lwowie na Nowym Cmentarzu Żydowskim.